# AS Amical Douane
Association Sportive Amical Douane w skrócie AS Amical Douane – mauretański klub piłkarski grający niegdyś w mauretańskiej pierwszej lidze, mający siedzibę w mieście Nawakszut.

## Sukcesy
- Puchar Mauretanii[1]:
  - zwycięstwo (2): 1987, 1991.

## Występy w afrykańskich pucharach
| Sezon | Rozgrywki                 | Runda   | Kraj         | Klub               | Dom | Wyjazd | Dwumecz |
| ----- | ------------------------- | ------- | ------------ | ------------------ | --- | ------ | ------- |
| 1988  | Puchar Zdobywców Pucharów | wstępna | Gambia       | Wallidan FC        | –   | –      | –       |
| 1992  | Puchar Zdobywców Pucharów | wstępna | Sierra Leone | Ports Authority FC | 1–0 | 0–3    | 1–3     |

## Stadion
Domowe mecze klub rozgrywa na stadionie o nazwie Stadion Olimpijski w Nawakszucie, który może pomieścić 40 000 widzów.